# Ämmänsaari
Ämmänsaari är det tidigare namnet på tätorten Suomussalmi i Suomussalmi kommun, som ligger i norra delen av landskapet Kajanaland i f.d. Uleåborgs län. Tätorten bytte namn år 2000 och alla gatuskyltar med det gamla namnet byttes ut mot det nya, men efter ett stort antal protester från invånarna så börjar det gamla namnet att komma tillbaka igen.[källa behövs]
Under finska vinterkriget förstördes kyrkbyn men byggdes upp igen och blev till och med större, och bestämdes då att bli kommunens centrum. 2005 låg invånarantalet på 4 909 invånare och tätortens yta var 8,9km².
Det finns goda möjligheter till camping och friluftsliv, det finns dessutom en damm med odlad fisk såsom öring.

## Galleri

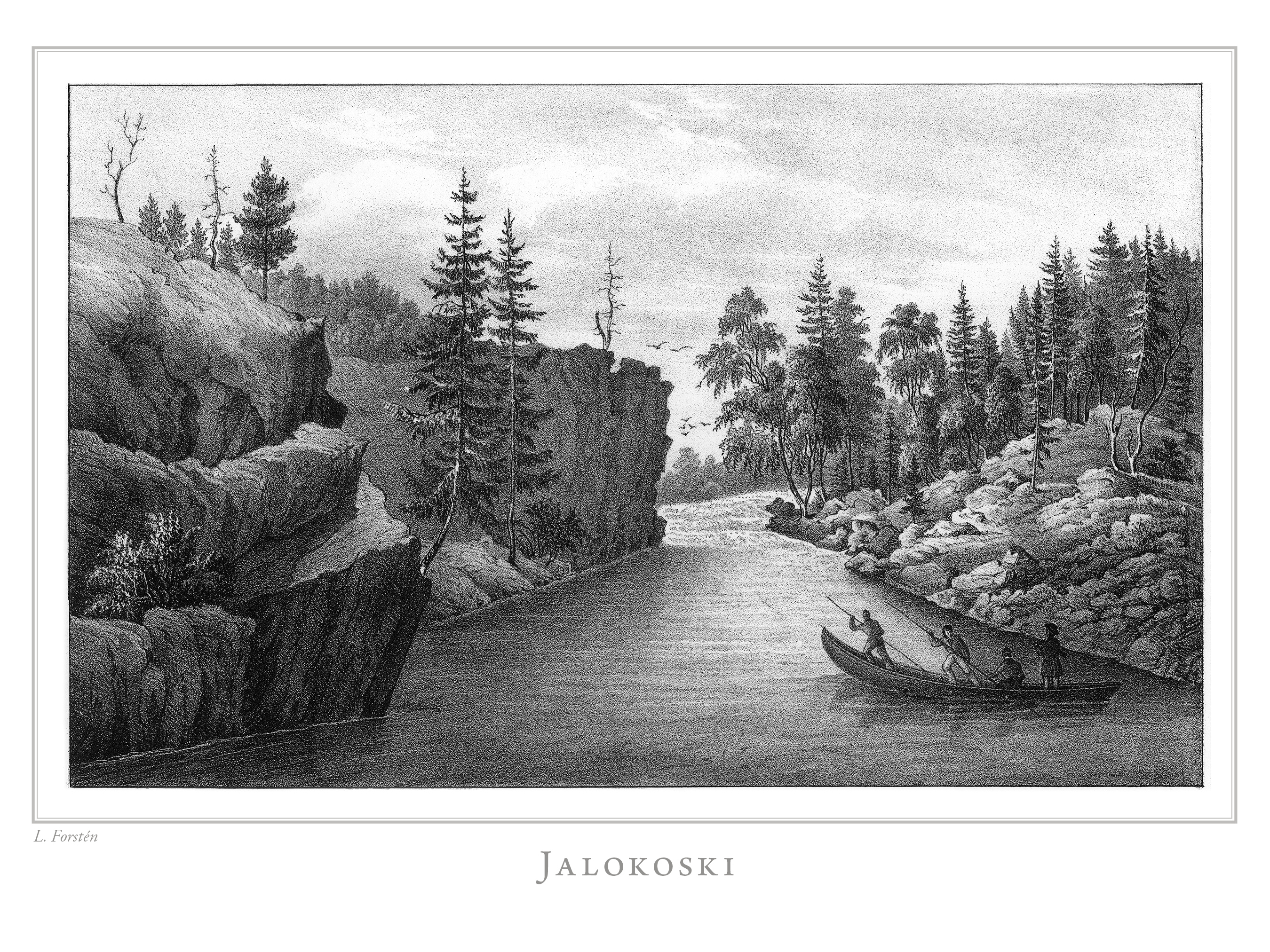
Jalokoski på norra sidan om ön Ämmänsaari på 1800-talet
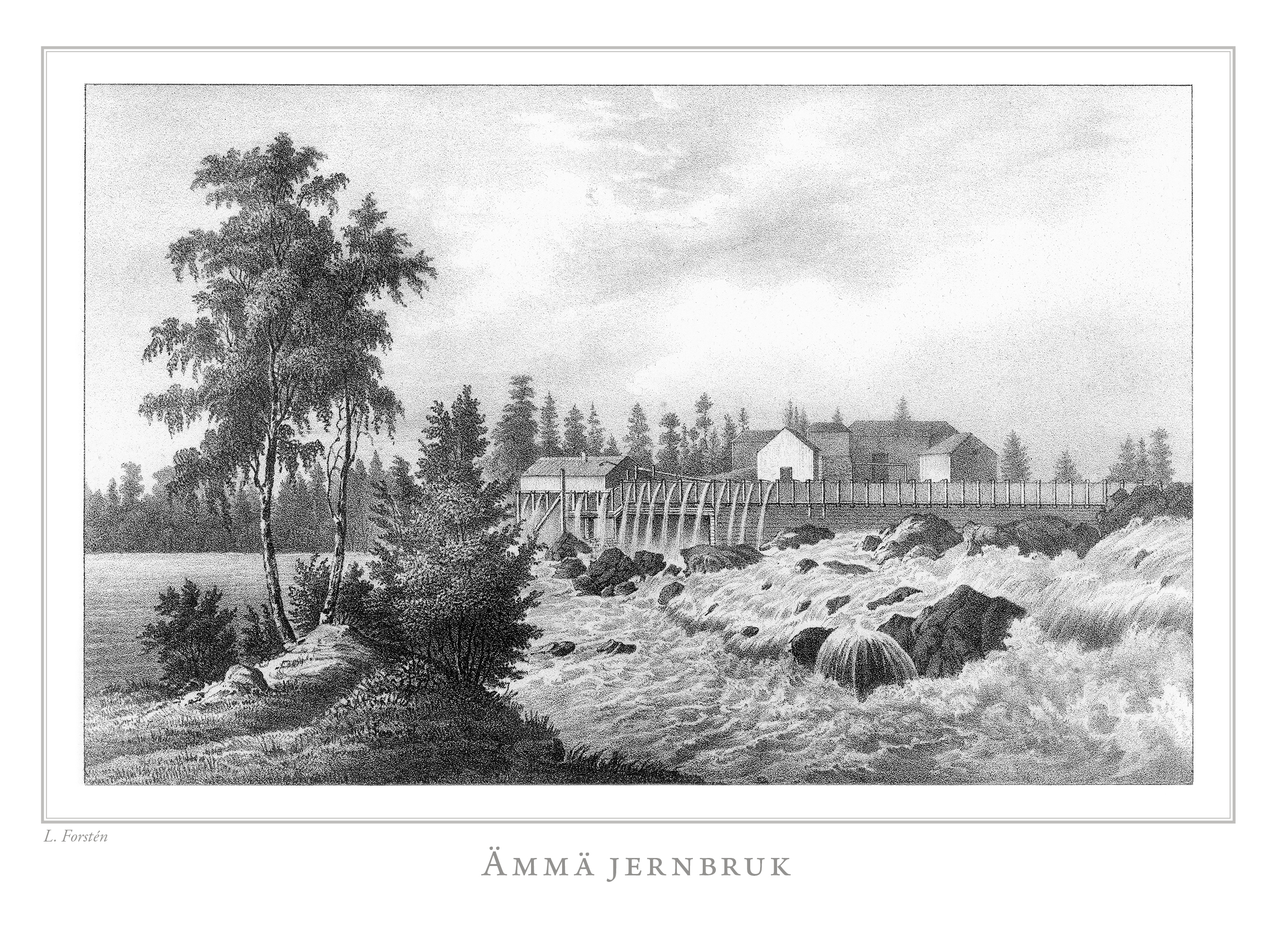
Ämmä järnbruk(fi) verksam 1841–1878 i Suomussalmi vid ön Ämmänsaari